# Wilhelm Hauff
Wilhelm Hauff (ur. 29 listopada 1802 w Stuttgarcie, zm. 18 listopada 1827 tamże) – pisarz niemiecki. Studiował teologię, filologię i filozofię w Tybindze. Pisał powieści, nowele i baśnie, należał do kręgu poetów szwabskich. W Polsce wielokrotnie publikowano jego baśnie, szczególnie „Opowieść o kalifie bocianie” („Die Geschichte vom Kalif Storch”, 1826; wydanie polskie – 1921).

## Dzieła

### Bajki
- Märchen-Almanach auf das Jahr 1826 für Söhne und Töchter gebildeter Stände
  - Märchen als Almanach
  - Die Karawane
  - Die Geschichte vom Kalif Storch
  - Die Geschichte von dem Gespensterschiff
  - Die Geschichte von der abgehauenen Hand
  - Die Errettung Fatmes
  - Die Geschichte vom kleinen Muck
  - Das Märchen vom falschen Prinzen
- Märchen-Almanach auf das Jahr 1827 für Söhne und Töchter gebildeter Stände
  - Der Scheik von Alessandria und seine Sklaven
  - Der Zwerg Nase
  - Abner, der Jude, der nichts gesehen hat
  - Der arme Stephan
  - Der gebackene Kopf
  - Der Affe als Mensch
  - Das Fest der Unterirdischen – von Wilhelm Grimm
  - Schneeweißchen und Rosenrot – von Wilhelm Grimm
  - Die Geschichte Almansors
- Märchen-Almanach auf das Jahr 1828 für Söhne und Töchter gebildeter Stände
  - Das Wirtshaus im Spessart
  - Die Sage vom Hirschgulden
  - Das kalte Herz
  - Saids Schicksale
  - Die Höhle von Steenfoll – Eine schottländische Sage

### Powieści
- Lichtenstein
- In König Laurins Rosengarten

### Satyry
- Der Mann im Mond oder Der Zug des Herzens ist des Schicksals Stimme;
- Mittheilungen aus den Memoiren des Satan
- Controvers-Predigt über H. Clauren und den Mann im Mond

### Opowiadania
- Othello (1826)
- Die Sängerin (1826)
- Die Bettlerin von Pont des Arts (1827)
- Jud Süß (1827)
- Die letzten Ritter von Marienburg
- Das Bild des Kaisers
- Phantasien im Bremer Ratskeller, ein Herbstgeschenk für Freunde des Weines (1827)
- Die Bücher und die Lesewelt
- Freie Stunden am Fenster
- Der ästhetische Klub
- Ein Paar Reisestunden

### Legenda
- Der Reußenstein

## Opracowania
- Czygan, A. B. I.: Wilhelm Hauff. The Writer and His Work Seen Through His orrespondences. Diss. Madison, Wis. 1976
- Pfäfflin, Friedrich: Wilhelm Hauff. Der Verfasser des »Lichtenstein«. Chronik seines Lebens und Werkes. Stuttgart 1981 (Edition Marbacher Magazin)
- Armin Gebhardt: Schwäbischer Dichterkreis. Uhland, Kerner, Schwab, Hauff, Mörike. Marburg: Tectum. 2004.
- Enrica Yvonne Dilk: „...die Sorge um das Kunstblatt...” Wilhelm Hauffs und Ludwig Schorns Briefe aus den Jahren 1826/27 über die Fernredaktion des Cottaschen Journals. Ein Beitrag zum 200. Geburtstag Wilhelm Hauffs. In: Suevica. Beiträge zur schwäbischen Literatur- und Geistesgeschichte 9 (2001/2002). Stuttgart 2004-2005, S. 277-293.
- Hauffs Märchen, Knaur Verlag